# Sebastijan Slade
Sebastijan Slade (Sebastiano Dolci u izvorima na talijanskom) (1699. – 1777.) je bio pisac i franjevac iz Dubrovačke Republike.
Godine 1750. izdao je životopis svetog Jeronima.

## Poveznice
- Slade (hrvatsko prezime)

## Vanjske poveznice
- Sebastiano Dolci
- Christian Classics Ethereal Library Glavni radovi sv. Jerolima